# الخريدة البهية
الخريدة البهية، أحد المتون المنظومة في علم التوحيد على مذهب الإمام أبي الحسن الأشعري نظمها الإمام أحمد الدردير، وهو فقيه مالكي وأصولي. ومتن الخريدة البهية منظوم على بحر الرجز وقد نظم العلماء أكثر المتون على هذا البحر لسهولة حفظه وتذكره وكثرة تفعيلاته مما يساعد على الحفظ والنظم. وكان شرح الدردير من الكتب المقررة في الأزهر الشريف.
أتى متن الخريدة البهية في أربعة وستين بيتا اقتصر فيها الدردير على ذكر الأصول الكبيرة في علم التوحيد ثم ختمه بخاتمة في التصوف.

## الشروح والحواشي
قام الشيخ أحمد الدردير بشرح المتن على طريقة المتقدمين واشتمل شرحه على فوائد لطالب العلم المبتدئ في علم الكلام. وكتب الإمام أحمد الصاوي المالكي حاشية على شرح الخريدة كما كتب الشيخ محمد بخيت المطيعي حاشية أخرى عليه إلا أنه خالف فيها ما قرره علماء أهل السنة في مسألة التسلسل. كما كتب الشيخ أبو السعود السباعي حاشية مطولة على شرح الدردير.

## المختصرات
اختصر شرح الخريدة البهية وشرحه سعيد فودة وهو أحد العلماء المعاصرين في علم الكلام والعقائد.